# 田中達彦
田中 達彦（たなか たつひこ、1945年8月27日 - ）は、千葉県出身の元プロ野球選手。ポジションは内野手。

## 来歴・人物
銚子商では1年生の時、1961年夏の甲子園に控え内野手として出場するが、2回戦で浪商に敗退する。最上級生となった1963年には、三塁手、四番打者として夏の甲子園に再び出場。1回戦では柳川商に12-1で大勝、大会第1号本塁打を放つ。2回戦では静岡高に勝利、この試合では2年生エース勝浦完（サッポロビール）をリリーフし甲子園初登板を果たす。準々決勝に進出するが今治西高に0-3で完封負けを喫した。2年下のチームメートに、この大会では一塁手として出場した木樽正明がいる。8月末からは全日本高校選抜の一員としてハワイ遠征に参加した。
1964年に南海ホークスに入団。大型内野手と期待され、同年2月11日に村上雅則、高橋博士らと共に、南海からの野球留学でサンフランシスコ・ジャイアンツのキャンプに参加し、のち村上はシングルA級フレズノ・ジャイアンツ、高橋と田中はルーキー級マジックバリー・カウボーイズに配属される。1965年には一軍に上がり、シーズン終盤には三塁手として11試合に先発出場。しかしその後は出場機会に恵まれず、1968年には投手に転向するが、1969年限りで現役引退。

## 詳細情報

### 年度別打撃成績
| 年 度     | 球 団     | 試 合 | 打 席 | 打 数 | 得 点 | 安 打 | 二 塁 打 | 三 塁 打 | 本 塁 打 | 塁 打 | 打 点 | 盗 塁 | 盗 塁 死 | 犠 打 | 犠 飛 | 四 球 | 敬 遠 | 死 球 | 三 振 | 併 殺 打 | 打 率 | 出 塁 率 | 長 打 率 | O P S |
| --------- | --------- | ----- | ----- | ----- | ----- | ----- | -------- | -------- | -------- | ----- | ----- | ----- | -------- | ----- | ----- | ----- | ----- | ----- | ----- | -------- | ----- | -------- | -------- | ----- |
| 1965      | 南海      | 24    | 49    | 43    | 1     | 6     | 0        | 0        | 0        | 6     | 1     | 1     | 0        | 1     | 0     | 5     | 0     | 0     | 12    | 2        | .140  | .229     | .140     | .369  |
| 1966      | 南海      | 2     | 2     | 2     | 1     | 0     | 0        | 0        | 0        | 0     | 0     | 0     | 0        | 0     | 0     | 0     | 0     | 0     | 2     | 0        | .000  | .000     | .000     | .000  |
| 通算：2年 | 通算：2年 | 26    | 51    | 45    | 2     | 6     | 0        | 0        | 0        | 6     | 1     | 1     | 0        | 1     | 0     | 5     | 0     | 0     | 14    | 2        | .133  | .220     | .133     | .353  |

### 背番号
- 7 （1964年 - 1967年）
- 71 （1968年）
- 69 （1969年）

### 登録名
- 田中 達彦 （たなか たつひこ、1964年 -1967年）
- 吉川 達彦 （よしかわ たつひこ、1968年 - 1969年）